# MacKinlay Kantor
Pour les articles homonymes, voir Kantor (homonymie).
Œuvres principales
- Glory for Me (1945)
- Andersonville (1955)

MacKinlay Kantor, né le 4 février 1904 à Webster City, en Iowa, et mort le 11 octobre 1977 à Sarasota, en Floride, est un journaliste, écrivain et scénariste américain. Plusieurs de ses récits appartiennent au genre policier.

## Biographie
Peu après avoir terminé le High School, il est brièvement reporter pour le quotidien The Webster City Daily News, dont sa mère est rédacteur en chef.
Dès l'âge de 16 ans, il publie des nouvelles policières dans des pulps. Certaines de ses nouvelles sont tout particulièrement remarquées, notamment Le "22" appelle (The Light at "Three O'Clock", 1930), « où il s'affirme comme un pionnier du suspense, dans la veine de ce qu'écrira quelques années plus tard le grand William Irish ». Trois autres nouvelles - Ils étaient trois dans le roadster (The Trail of the Brown Sedan, 1933) ; Gardien de square (Sparrow Cop, 1933) ; Chasse à l'homme (The Hunting of Hemingway, 1934) - « préfigurent les récits de procédure policière qui naîtront dans les années 1940 ». L'un de ses romans, Signal 32 (Signal Thirty-Two, 1950), appartient d'ailleurs à ce sous-genre du roman policier.
Au milieu des années 1920, il s'installe un temps à Chicago, où se déroule l'action de Diversey, son premier roman paru en 1928, mais la Grande Dépression le pousse à retourner dans son Iowa natal où il devient chroniqueur du Des Moines Tribune. Après son mariage, en 1932, il s'installe au New Jersey, dans la banlieue de New York.
Pendant la Seconde Guerre mondiale, il est correspondant de guerre avec la Royal Air Force et sert également son pays dans la US Air Force. Il est fait prisonnier par les Allemands et détenu au camp de concentration de Buchenwald. Il est libéré le 14 avril 1945.
Après le conflit, il travaille à Hollywood comme scénariste, tout en poursuivant sa carrière d'écrivain. Il signe notamment, en collaboration avec Dalton Trumbo, l'adaptation de sa nouvelle policière Gun Crazy (1940) qui devient un célèbre film noir réalisé en 1950 par Joseph H. Lewis sous le titre Le Démon des armes (Gun Crazy).
Un de ses suspenses, intitulé Midnight Lace (1948), est adapté à la scène sous le titre Matilda Shouted Fire par Janet Green ; une version scénique ensuite reprise au cinéma par David Miller, sous le titre Piège à minuit (Midnight Lace), en 1960.
Dès les années 1930, mais de façon soutenue à partir des années 1950, il publie des œuvres littéraires plus ambitieuses, lorgnant vers le roman historique. Cette part de sa production a souvent pour toile de fond la Guerre de Sécession, notamment dans Long Remember (1934). Il aborde aussi le roman social et le western épique. Se détachent de cette production Glory for Me (1945), un roman en vers, qui sert de base au scénario du film aux 7 Oscars Les Plus Belles Années de notre vie (The Best Years of Our Lives), réalisé par William Wyler en 1946, et Andersonville (1955), lauréat du prix Pulitzer de la fiction 1956, un roman dont le cadre est un camp de prisonniers de la guerre de sécession, et qui laisse transparaître son expérience dans les camps de concentration nazis.
MacKinlay Kantor a également fait paraître des ouvrages de littérature d'enfance et de jeunesse.
Il meurt d'une crise cardiaque dans sa résidence de Floride en octobre 1977.

## Œuvre

### Romans
- Diversey (1928)
- El Goes South (1930)
- The Jaybird (1932)
- Long Remember (1934)
- The Voice of Bugle Ann (1935)
- Arouse and Beware (1936)
- The Romance of Rosy Ridge (1937)
- The Noise of Their Wings (1938)
- Here Lies Holly Springs (1938)
- Valedictory (1939)
- Cuba Libre (1940)
- Gentle Annie (1942)
- Happy Land (1943)
- Glory for Me (1945)
- Midnight Lace (1948)
- The Good Family (1949)
- Wicked Water (1949)
- One Wild Oat (1950)
- Signal Thirty-Two (1950) Publié en français sous le titre Signal 32, traduit par Renée Tesnière, Paris, éditions France-Empire, 1959, 319 p. (BNF 33060502)
- Don't Touch Me (1951)
- Warwhoop: Two Short Novels of the Frontier (1952)
- The Daughter of Bugle Ann (1953)
- God and My Country (1954) Publié en français sous le titre Demain, des hommes, traduit par René Jouan, Paris, éditions France-Empire, 1968, 125 p. (BNF 33060501)
- Andersonville (1955) Publié en français sous le titre Andersonville, traduit par Renée Tesnière et René Jouan, Paris, éditions France-Empire, 1957, 640 p. (BNF 32298938)
- Frontier: Tales of the American Adventure (1959)
- The Unseen Witness (1959)
- Spirit Lake (1961)
- If the South Had Won the Civil War (1961)
- Beauty Beast (1968)
- I Love You, Irene (1973)
- The Children Sing (1974)
- Valley Forge (1975)

### Littérature d'enfance et de jeunesse
- Angleworms on Toast (1942)
- Lee and Grant at Appomattox (1950)
- Gettysburg (1952)
- The Work of Saint Francis (1958)
- The Goss Boys (1958)
- Gettysburg (1987), ouvrage posthume
- As Far As the Eye Can Reach (2003), ouvrage posthume

### Recueils de nouvelles
- Turkey in the Straw: A Book of American Ballads and Primitive Verse (1935)
- Author's Choice (1944)
- Silent Grow the Guns, and Other Tales of the American Civil War (1958)
- It's About Crime (1960)
- The Gun-Toter, and Other Stories of the Missouri Hills (1963)
- Story Teller (1967), recueils de nouvelles et d'essais

### Nouvelles
- The Biggest Liar in Eagle Falls (1927)
- A Bad Night for Benny (1928)
- Delivery Nor Received (1928)
- Tony Wolatto (1928)
- The Ten-Thousand-Dollar Bag (1928)
- This Guy Baum (1928)
- Three Cheers for Justice! (1928)
- The Bug Catcher (1928)
- The Night of Arrest (1928)
- The Whistling Streak (1928)
- Boy Friend (1929) Publié en français sous le titre Un bon ami, Paris, Éditions OPTA, Mystère magazine no 80 (1954)
- Kidnaped Alphabet (1929) Publié en français sous le titre Le Président a disparu, Paris, Fayard, Le Saint détective magazine no 51 (1959)
- The Second Challenge (1929)
- When St. Peter Descends (1929)
- Three Men Hanging (1929)
- Anecdote of the Ape Fiend (1929)
- Ballots and Bullets (1929)
- The Moth with Bloody Wings (1929)
- Damon and the Demon (1929)
- The Return of Danny Eggers (1929)
- Here Comes the Warden (1929)
- The Man Who Voted for Ulysses S. Grant (1929)
- Watchman Wanted (1930)
- The Death of John J. Soule (1930)
- A Check from the Deceased (1930)
- Kitchenette (1930)
- Death in the Evening (1930)
- The Light at "Three O'Clock" (1930) Publié en français sous le titre Le "22" appelle, Paris, Fayard, Le Saint détective magazine no 25 (1957)
- Maternal Witness (1930)
- Rebel Yell (1930)
- The Girl Went Over the Mountain (1930)
- The House with the Animal in It (1930)
- The President’s Thumb (1930)
- Spooks in the Night (1930)
- Death Beneath the Hood (1931)
- A Man Who Had No Eyes (1931)
- A Count Now Due (1931)
- The Grave Grass Quivers (1931) Publié en français sous le titre Fleur de Pâques, Paris, Éditions OPTA, Mystère magazine no 31 (1950)
- Flat Tire (1931)
- Bronze Box (1931)
- His Eyes Bloodshot and Red (1931) Publié en français sous le titre Comme les deux doigts de la main, Paris, Éditions OPTA, Mystère magazine no 69 (1953)
- The Band Plays Dixie (1932)
- The Phantom in the Dark (1932)
- Death Grip (1932)
- Neither Hand nor Foot (1932)
- The Beast That Was Black (1932)
- Blue Eyes Far Away (1932)
- Packet of Death (1932)
- Vigilante (1932)
- Wolf! Wolf! (1932)
- The Sickle and the Hounds (1932)
- The Body in the Plume (1932)
- Death Grew on the Ground (1932)
- The Torture Pool (1932)
- The Cannon Kills (1932)
- Highway No. 1 (1932)
- The Painted Throat (1933)
- The Shadow Points (1933)
- Sparrow Cop (1933) Publié en français sous le titre Gardien de square, Paris, Éditions OPTA, Anthologie du Mystère no 3 (1963)
- Shot at Seven (1933)
- The Critter with Claws (1933)
- The Little Men of Death (1933)
- Blue-Jay Takes the Trail (1933)
- Shoot the Works (1933)
- Something Like Salmon (1933) Publié en français sous le titre Une fin en queue de poisson, Paris, Éditions OPTA, Mystère magazine no 11 (1948)
- Manhattan Hawk (1933)
- The Case of the Three Old Maids (1933), aussi titré Corpses Sat in the Car Publié en français sous le titre La mort frappe au volant, Paris, Éditions OPTA, Mystère magazine no 53 (1952)
- Nobody Saw Him Fall (1933)
- Symposium (1933)
- The Trail of the Brown Sedan (1933) Publié en français sous le titre Ils étaient trois dans le roadster, Paris, Fayard, Le Saint détective magazine no 1 (1955) ; réédition sous le titre Il a suffi d'une bière, Éditions OPTA, Anthologie du Mystère no 2 (1962)
- The Steel Claw (1934)
- Peg Leg (1934)
- The Hunting of Hemingway (1934) Publié en français sous le titre Chasse à l'homme, Paris, Éditions OPTA, Mystère magazine no 8 (1948)
- As It Was Written (1934)
- We'll Bring the Jubilee (1934)
- Armed Escort (1934)
- Then Came the Legions (1934)
- Mountain Music (1935)
- Until It's Over (1935)
- The Angel Ride with Mosby (1935)
- She Dreamed of Wings (1935)
- Silent Grow the Guns (1935)
- The Same Brave Star (1935)
- Rogue's Gallery (1935) Publié en français sous le titre Galerie de coquins, Paris, Éditions OPTA, Mystère magazine no 3 (1948) ; réédition sous le titre Galerie sordide, dans l'anthologie Histoires de paumés, Paris, Pocket no 3229 (1989)  (ISBN 2-266-03323-9)
- No Cloudy All Day (1935)
- Santa Fe Trail (1935)
- Thanks to the Redskins (1935)
- No Enemy (1936)
- The Watchman (1936) Publié en français sous le titre Le Veilleur, Paris, Éditions OPTA, Mystère magazine no 9 (1948)
- Spoils of War (1936)
- This Little Wife Stayed Home (1936)
- Strange Return (1936)
- Blue Flowers for the Gray (1936)
- Yea, He Did Fly (1936)
- A Knight in New Jersey (1936)
- The Purple Moccasin (1937)
- Dakotahs Coming! (1938)
- The Woman with Kind Hands (1938)
- The Dawn’s Early Light (1938)
- The Writing in the Sky (1938)
- Back to Gettysburg (1938)
- Honey on the Border (1938)
- The Gun-Toter of Rosy Ridge (1938)
- The Last Bullet (1938)
- Will Ye No’ Come Back Again (1938)
- I Will Do My Best (1939)
- The Witch Doctor of Rosy Ridge (1939)
- The Hayloft (1939)
- Shall Not Perish from the Earth (1939)
- Behold the Brown-Faced Men (1939)
- How Happy We Could Be (1939)
- Gun Crazy (1940)
- Fiddle Song (1940)
- Then My Indiana Home, Good Night (1940)
- Is Not This All a Dream? (1941)
- Whear Ha’ Ye Ben, My Laddie? (1941)
- Easter Flowers (1941)
- No Storm on Galilee (1941)
- That Greek Dog (1941)
- Ma’s Gone West (1941)
- A Chance to Meet the Girls (1941)
- Missouri Moon (1942)
- A Miracle from Heaven (1943)
- The Widow Kelvey’s Curse (1944)
- The Moon-Caller (1944)
- The Fear of Kelly (1944)
- Passport in Purple (1946)
- Honeymoon for Three (1946)
- Painless (1948)
- The Kicking Mare (1949)
- Blaze of Glory (1949)
- Call to Adventure (1949)
- The Fabulous Cabman (1950)
- To Have Dominion (1950), en collaboration avec Thomas Kantor
- Savage (1953)
- The Man Who Stayed Home (1953)
- The Unseen Witness (1954)
- So Pretty and So Green (1966)
- Donnington (1967)
- The Short, Happy Life of Francis Shellenberger (1975)

### Mémoires et récits autobiographiques
- But Look, the Morn: The Story of a Childhood (1939), plusieurs versions augmentées jusqu'en 1951
- Lobo (1958), ouvrage autobiographique évoquant l'auteur et sa femme au moment de l'écriture du roman Andersonville paru en 1955 Publié en français sous le titre Lobo, traduit par Renée Tesnière, Paris, éditions France Empire, 1958, 111 p. (BNF 32298940)
- The Day I Met a Lion (1968), mémoires et essais

### Autres publications
- Adress (1961)
- Mission with LeMay: My Story (1965), en collaboration avec Curtis LeMay
- Missouri Bittersweet (1969)
- Hamilton County (1970), en collaboration avec Tim Kantor

## Filmographie
- 1936 : The Voice of Bugle Ann, film américain réalisé par Richard Thorpe, adaptation du roman éponyme, avec Lionel Barrymore et Maureen O'Sullivan
- 1937 : Mountain Music (en), film américain réalisé par Robert Florey, adaptation de la nouvelle éponyme parue en 1935, avec Bob Burns, Martha Raye et John Howard
- 1940 : L'Homme du Dakota (The Man from Dakota (en)), film américain réalisé par Leslie Fenton, adaptation du roman Arouse and Beware (1936), avec Wallace Beery, John Howard et Dolores del Rio
- 1943 : Happy Land, film américain réalisé par Irving Pichel, adaptation du roman éponyme, avec Don Ameche et Frances Dee
- 1944 : Gentle Annie, film américain réalisé par Andrew Marton, adaptation du roman éponyme, avec James Craig et Donna Reed
- 1946 : Les Plus Belles Années de notre vie (The Best Years of Our Lives), film américain réalisé par William Wyler, adaptation du roman Glory for Me sur un scénario développé en partie par Kantor lui-même, avec Fredric March, Dana Andrews et Myrna Loy
- 1947 : L'Heure du pardon (The Romance of Rosy Ridge), film américain réalisé par Roy Rowland, adaptation du roman éponyme, avec Van Johnson, Thomas Mitchell et Janet Leigh
- 1950 : Le Démon des armes (Gun Crazy), film américain réalisé par Joseph H. Lewis, adaptation par Dalton Trumbo et Kantor de la nouvelle Gun Crazy (1940) de ce dernier, avec Peggy Cummins et John Dall
- 1953 : Hannah Lee (en), film américain réalisé par Lee Garmes et John Ireland, adaptation par Kantor de son propre roman intitulé Wicked Water (1949), avec Macdonald Carey, Joanne Dru et John Ireland
- 1960 : Piège à minuit (Midnight Lace), film américain réalisé par David Miller, adaptation de la pièce Matilda Shouted Fire par Janet Green, tirée du roman Midnight Lace de MacKinlay Kantor, avec Doris Day et Rex Harrison
- 1966 : Demain des hommes (Follow Me, Boys!), film américain réalisé par Norman Tokar, adaptation du roman God and My Country (1954), avec Fred MacMurray, Vera Miles, Lillian Gish et Kurt Russell

## Sources
: document utilisé comme source pour la rédaction de cet article.
- Claude Mesplède (dir.), Dictionnaire des littératures policières, vol. 2 : J - Z, Nantes, Joseph K, coll. « Temps noir », 2007, 1086 p. (ISBN 978-2-910-68645-1, OCLC 315873361), p. 70-71.